# 德里克·马勒
德里克·亚历山大·马勒（英語：Derek Alexander Muller，1982年11月9日—），澳大利亞裔加拿大科學傳播者、電影製作人、電視名人和發明家，以其YouTube頻道Veritasium而聞名。自2017年以來，马勒還擔任Netflix網路劇集《比爾·奈拯救世界》的記者。

## 早年生活與教育
马勒出生於澳大利亞維多利亞州特拉拉爾根，其父母是南非人，並在他18個月大時移居加拿大不列顛哥倫比亞省溫哥華。2000年，马勒以優等生的身份從西溫哥華中學畢業。2004年，马勒畢業於安大略省金斯敦的皇后大學，獲得工程物理應用科學學士學位。
马勒搬到澳大利亞學習電影製作，但轉而攻讀博士學位。在雪梨大學獲得物理教育研究博士學位，他於2008年完成了論文：為物理教育設計有效的多媒體。他仍在尋找創造性的職業，但沒有找到直接的管道。

## 外部連結
- Haran, Brady. . Test-Tube. Videos behind the scenes in the world of science. interviewee Derek Muller. University of Nottingham. August 2012  [2021-08-28]. （原始内容存档于2021-01-15）.